# Zabrze Maciejów
Zabrze Maciejów – przystanek osobowy w  dzielnicy Maciejów w Zabrzu, w woj. śląskim, w Polsce. Przystanek znajduje się na linii kolejowej nr 147 Zabrze Biskupice – Gliwice. Przystanek został otwarty 15 grudnia 2024 roku.